# Assemblée de Melilla
Xe législature
Palacio de la Asamblea de Melilla, place d'Espagne, Melilla
L'Assemblée de Melilla (en espagnol : Asamblea de Melilla) est l'organe qui exerce à Melilla le pouvoir législatif, approuve les budgets de la ville autonome et initie et contrôle les actions du gouvernement mélillien.

### Sources
- (es) Cet article est partiellement ou en totalité issu de l’article de Wikipédia en espagnol intitulé « Asamblea de Melilla » (voir la liste des auteurs).